# Jordbro Å
Jordbro Å er en ca. 25 km lang å mellem Viborg og Skive i det nordlige Midtjylland. Den har sit udspring nordøst for Sjørup og løber mod nordøst forbi Daugbjerg Kalkgruber. Den svinger efterhånden i nordlig retning mod Stoholm, hvor Mønsted Å (der kommer fra sydøst og har sit udspring i den nu tørlagte Rosborg Sø syd for Mønsted) løber sammen med Jordbro Å. Fra sammenløbet fortsætter den mod nord gennem Dalgas Plantage forbi Sønder- og Nørre Ørum samt hovedgården Strandet og løber ud i den vestlige side af Hjarbæk Fjord cirka 4 km sydøst for Virksund.
Jordbro Å har en god bestand af havørred, bækørred og regnbueørred.
Tilsammen afvander Jordbro Å og Mønsted Å et areal på 145 km².

## Eksterne kilder og henvisninger
- Viborg Kommunes redegørelse og regulativ for åsystemet Arkiveret 21. januar 2021 hos  Wayback Machine

56°33′53.48″N 9°14′14.44″Ø / 56.5648556°N 9.2373444°Ø